# Чиганаки 1-е
Чиганаки 1-е — хутор в Кумылженском районе Волгоградской области России. Входит в состав Краснянского сельского поселения. Население 138 чел. (2010).

## География
Расположен в западной части региона, в лесостепи, в пределах Хопёрско-Бузулукской равнины, являющейся южным окончанием Окско-Донской низменности. Примыкает к х. Чиганаки 2-е и, по ул. Подгорная, к опустевшему (к 2010 г.) х. Мокров. Хутор находится между лесозащитной полосой и правобережьем р. Медведица, русло которой находится в 5 км.
Уличная сеть состоит из одного географического объекта: ул. Подгорная.
Абсолютная высота 62 метра над уровнем моря.

## Население
| 2010 |
| ---- |
| 138  |

Гендерный состав
По данным Всероссийской переписи населения 2010 года в гендерной структуре населения из 138 человек мужчин — 58, женщин — 80 (42,0 и 58,0 % соответственно).
Национальный состав
Согласно результатам переписи 2002 года, в национальной структуре населения
русские составляли 77 % из общей численности населения в 363 чел..

## Инфраструктура
Личное подсобное хозяйство.

## Транспорт
Стоит на автодороге муниципального значения.